# Solar Maximum Mission
Solar Maximum Mission či SMM (též SolarMax) byla americká vědecká družice vypuštěná do vesmíru v roce 1980, jejímž hlavním úkolem byl výzkum Slunce během maxima sluneční činnosti. Sonda však po devíti měsících pozorování Slunce přestala pracovat, posádce raketoplánu Challenger se v roce 1984 při misi STS-41-C podařilo družici opravit. Činnost sondy byla ukončena v roce 1989, kdy zanikla v atmosféře Země.

## Konstrukce sondy
Sonda SMM měla modulární uspořádání, celková délka sondy byla 4 m, průměr 2,3 m. Modul s přístroji byl umístěn na vrcholu sondy, měl délku 2,3 m a kromě vědeckých přístrojů obsahoval i sluneční čidlo zajišťující orientaci. Pod přístrojovým modulem byl umístěn servisní modul MMS (Multimission Modular Spacecraft) obsahující systémy pro orientaci družice, napájení, komunikaci a zpracování dat. Oba moduly spojoval adaptér, ke kterému byly připojeny solární panely, dodávající sondě 1500 až 3000 W elektrické energie.
Řízení sondy bylo navrženo tak, aby byla sonda schopna rychle reagovat a v reálném čase se zaměřovat na vznikající sluneční erupce.

## Přístrojové vybavení
Sonda byla vybavena sadou sedmi přístrojů, zaměřených na výzkum Slunce v období maxima sluneční činnosti. Přístroje sledovaly Slunce v několika oborech elektromagnetického záření – gama záření, rentgenové záření a ultrafialové záření:
- radiometr ACRIM (Active Cavity Radiometer Irradiance Monitor) – měření sluneční konstanty
- spektrometr pro gama záření GRS (Gamma-Ray Spectrometer)
- spektrometr pro rentgenové záření HXRBS (Hard X-Ray Burst Spectrometer)
- polychromátor pro rentgenové záření XRP (Soft X-Ray Polychromator)
- spektrometr pro rentgenové záření HXIS (Hard X-ray Imaging Spectrometer)
- spektrometr a polarimetr pro ultrafialové záření UVSP (Ultraviolet Ultraviolet Spectrometer and Polarimeter)
- koronograf

## Průběh letu
Sonda odstartovala 14. února 1980 v 15:57 UTC pomocí rakety Delta 3910 z rampy LC-17 na kosmodromu Cape Canaveral Air Force Station na Floridě. Byla vynesena na dráhu ve výšce 508 km až 512 km se sklonem k rovníku 28,5°, kde zahájila pozorování, která úspěšně probíhala několik měsíců. Družice však ztrácela schopnost orientace, protože se postupně přepalovaly pojistky stabilizačních gyroskopů. Po devíti měsících byla SMM prakticky nepoužitelná, nedokázala se již zaměřovat na sledované cíle na Slunci. Bylo rozhodnuto, že se NASA pokusí opravit nákladné zařízení na oběžné dráze.

### Oprava na oběžné dráze

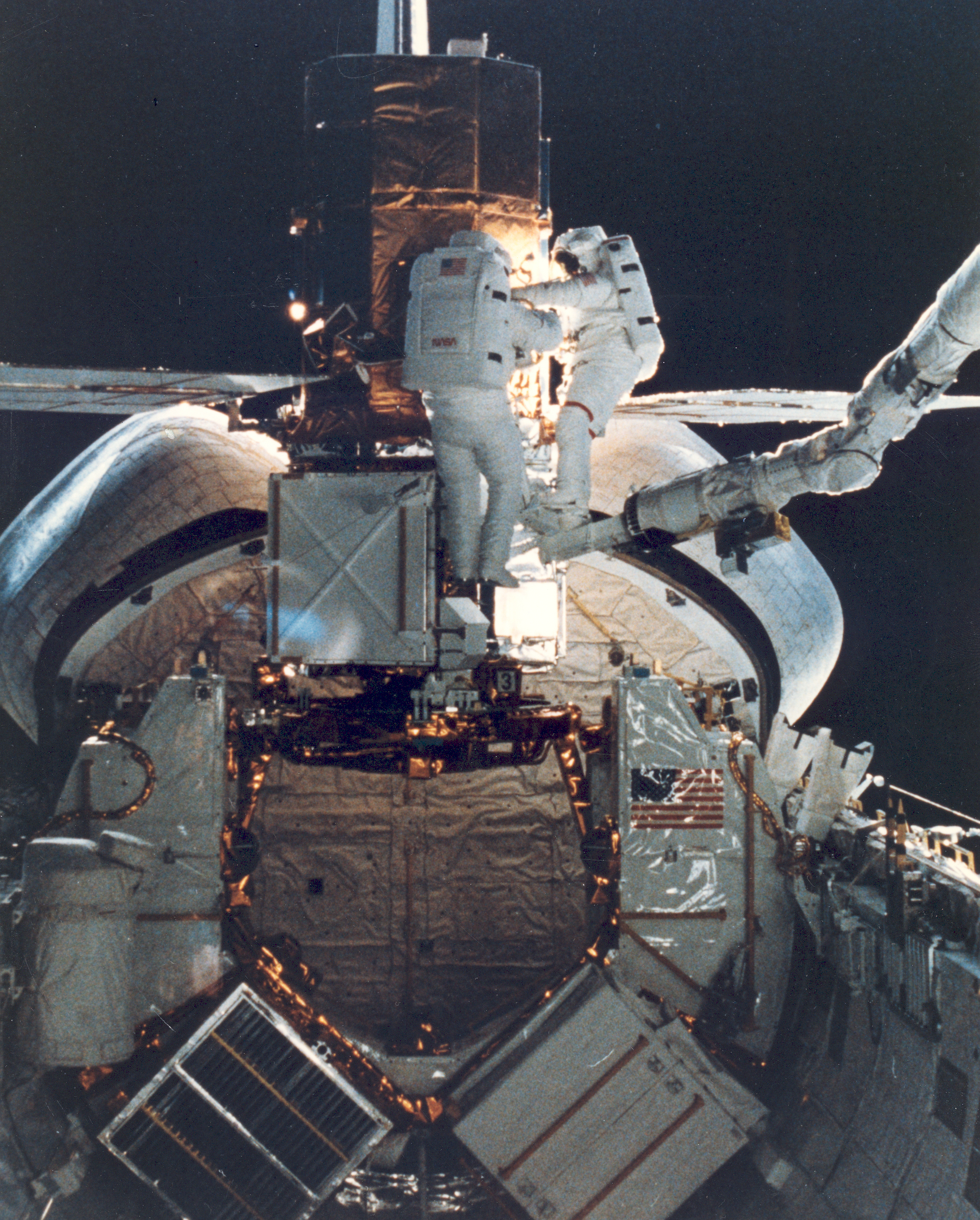
Astronauti Nelson a van Hoften při opravě družice

Raketoplán Challenger se 8. dubna 1984 při misi STS-41-C přiblížil k porouchané sondě na vzdálenost 60 m a astronauti James van Hoften a George Nelson vystoupili do vesmíru. Nelson se pomocí manévrovací jednotky MMU (Manned Maneuvering Unit) dostal k pomalu rotující družici a pokusil se připojit spojovací adaptér k uchycovací kotvě. To se mu však nepodařilo, při neúspěšných pokusech se družice začala převracet a její rotace se zvýšila, Nelson se musel vrátit k raketoplánu.
Řídící středisko rozhodlo, že se mají astronauti pokusit zachytit družici přímo manipulátorem RMS (Remote Manipulator System). Raketoplán se tedy k SMM přiblížil na 12 m, avšak ani po několika pokusech nebyla družice zachycena. Výsledkem pokusu bylo jen další nekontrolované převracení sondy, raketoplán se musel vzdálit.
Technici v řídícím středisku se pokusili do porouchané sondy nahrát nový program, který aktivoval magnetický stabilizační systém, pak se již podařilo rotaci sondy úplně zastavit. Po následném přiblížení raketoplánu byla sonda zachycena manipulátorem RMS a vtažena do nákladového prostoru Challengeru. Při výstupu do vesmíru Nelson s van Hoftenem vyměnili vadný blok elektroniky stabilizačních gyroskopů a elektroniku koronografu. Po ukončení výstupu zahájilo řídící středisko testy opravené sondy, ta pak byla 12. dubna 1984 v 9:30 UTC uvolněna z nákladového prostoru raketoplánu.
Sonda SMM úspěšně pracovala až do roku 1989, kdy byla navedena do hustých vrstev atmosféry, kde zanikla.

## Vědecké výsledky
- sonda prováděla přesná měření sluneční konstanty[2]
- zaznamenala průběh 12 500 slunečních erupcí[2]
- pozorovala supernovu 1987A[2]
- sledovala ozonosféru[2]
- pomocí koronografu a polarimetru objevila 10 komet[7]